# بنیو، او-دو-سن
شهر بنیو، او-دو-سن (به فرانسوی: Bagneux, Hauts-de-Seine) در شهرستان او-دو-سن در ناحیه ایل-دو-فرانس با جمعیت ۴۰٬۹۱۸ نفر بر پایه سرشماری ۲۰۱۷ در کشور فرانسه واقع شده‌است